# Lu Shanglei
Lu Shanglei (Xinès: 卢尚磊; 10 de juliol de 1995) és un jugador d'escacs xinès que té el títol de Gran Mestre des del 2011.
A la llista d'Elo de la FIDE del juny de 2020, hi tenia un Elo de 2615 punts, cosa que en feia el jugador número 14 (en actiu) de la Xina. El seu màxim Elo va ser de 2643 punts, a la llista del maig de 2018.

## Resultats destacats en competició
El 2010, Lu formava part de l'equip xinès (Yu Yangyi, Wang Chen, Lu, Wang Jue) que va guanyar la 5a Copa Vladimir Dvorkovich, una competició per equips que tingué lloc a Moscou. Va puntuar 12 punts de 14 amb el tercer tauler.
Va obtenir el títol de Gran Mestre l'octubre de 2011. Va obtenir la seva primera norma de GM el maig de 2011, al Campionat Individual d'Àsia a Mashad, Iran, on va puntuar 6 punts de 9, acabant quart (setè en countback) i per davant de 22 Grans Mestres, entre ells va derrotar Ehsan Ghaem Maghami, Susanto Megaranto i Baskaran Adhiban. El juny de 2011, va obtenir la seva segona norma al 2n Copa Chairman Prospero A. Pichay en el Subic Badia Freeport Zone, Filipines amb victòries contra Rogelio Antonio Jr. i Eugenio Torre.
L'agost de 2011, Lu fou segon darrere del GM Li Shilong al 8è Obert Dato' Arthur Bronzejat Malàisia.
El juny de 2012, va guanyar l'Obert Golden Sands a Bulgària amb una puntuació de 7.5/9.
El 2013, va jugar per la selecció masculina xinesa en el matx Xina-EUA a Ningbo, Xina. El matx va ser guanyat pels xinesos.
El juny de 2014, Lu va participar en el Campionat del món de partides ràpides i en el Campionat del món de partides llampec, tots dos tingueren lloc Dubai: a l'últim va infligir una derrota amb Magnus Carlsen única de l'esdeveniment. L'octubre de 2014, Lu va guanyar el Campionat del món juvenil a Pune, Índia amb 10 punts de 13 (+7=6-0) i gràcies a aquesta consecució es va classificar per a la Copa del món de 2015.
L'abril de 2015, fou quart a l'Obert Aeroflot a Moscou i segon al Torneig Aeroflot de partides llampec. El juny de 2015, va guanyar dos torneigs de partides llampec a Bulgària, el Golden Sands Blitz i l'Albena Blitz, tots dos amb 9/11.